# Zotavovna Morava

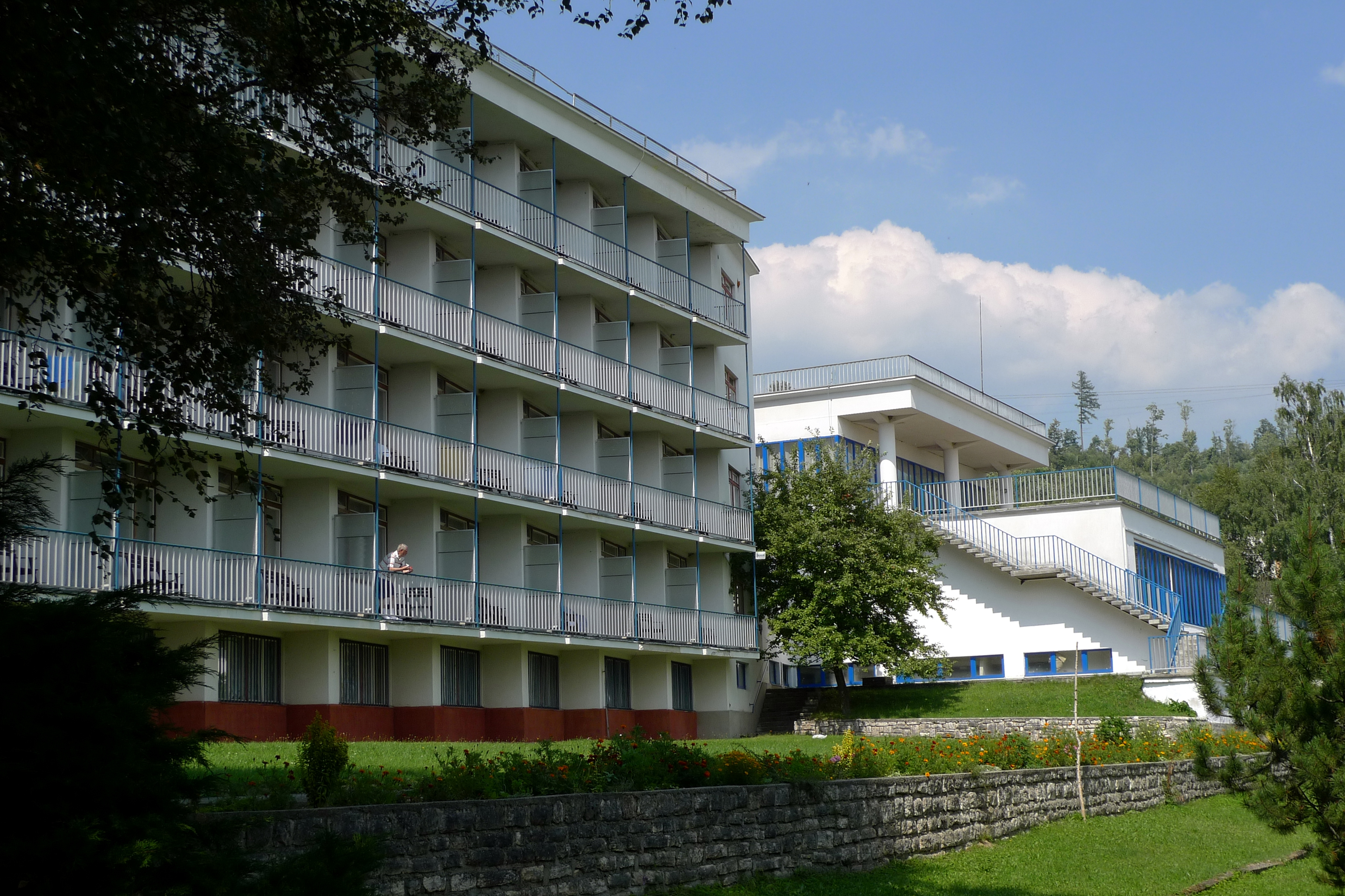
Zotavovna Morava v Tatranské Lomnici

Zotavovna Morava je architektonicky ceněná funkcionalistická stavba v Tatranské Lomnici, která byla vybudována podle návrhu Bohuslava Fuchse v roce 1930. Koncepčně navazuje na autorův návrh z architektonické soutěže z roku 1929.

## Popis
Skládá se ze dvou komunikačně spojených, objemově a tvarově odlišných objektů, které se současně doplňují ve výsledný celek stavebního díla. Zvolený konstruktivní princip v ubytovací částí zotavovny převedl nosnou tektonickou funkci na příčné zdivo a stal se východiskem jejího architektonického a prostorového ztvárnění. V plně proskleném průčelí s hlubokými lodžiemi byla tato myšlenka rozvedená k výtvarné účinnosti.

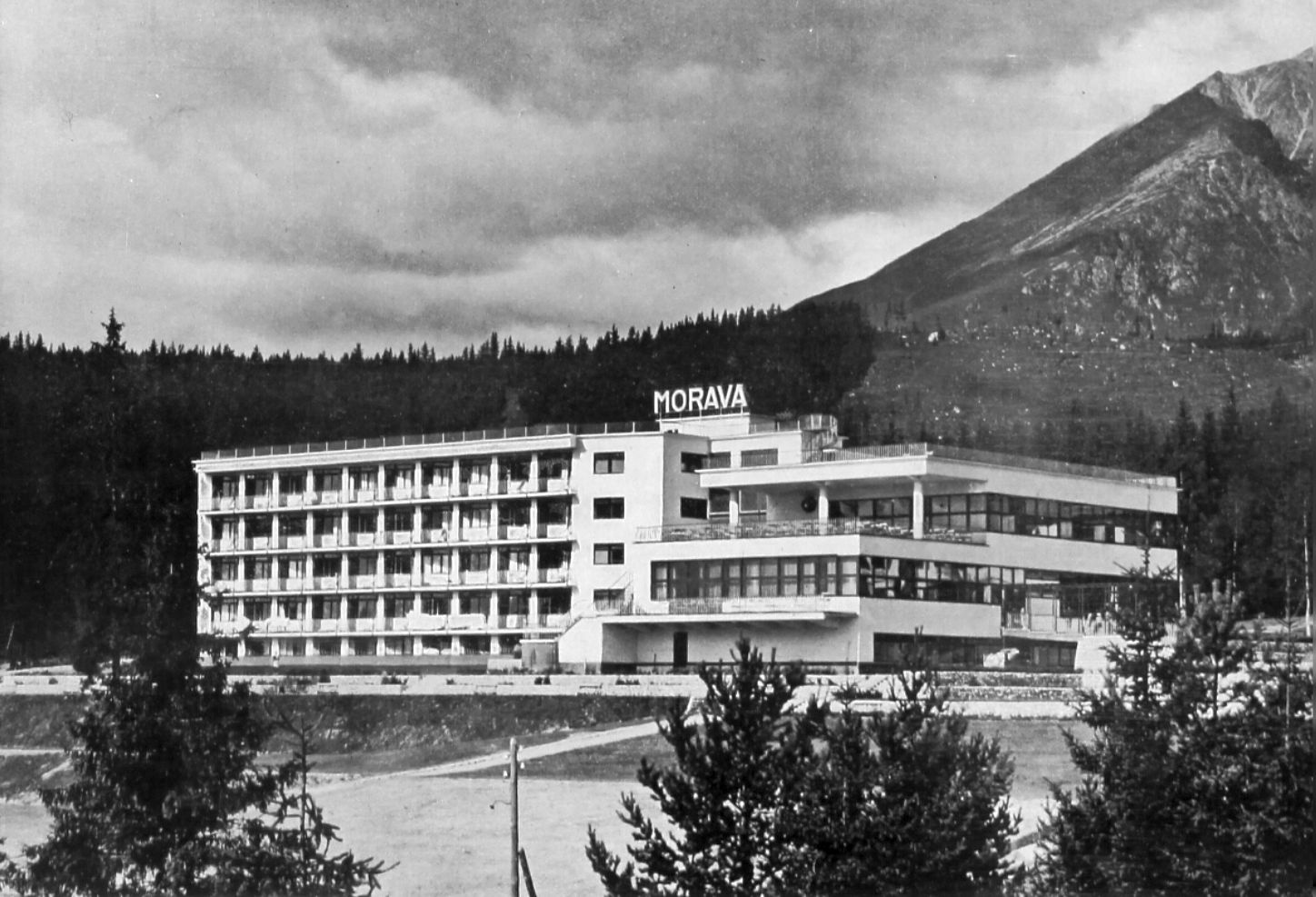
Zotavovna Morava (1933)

Budova se uplatnila v náročném přírodním prostředí maximálním odhmotněním, opticky působí jen hranami svých vertikálních a horizontálních konstrukcí. Bohatou prostorovou a tvarovou členitost společenské části zotavovny s jídelnou, klubovnami, kavárnou, otevřenými a krytými terasami umožnila opět důmyslně volená konstrukce. Četné působivé pohledy a průhledy do krajiny, prostorové prolínání objektu s exteriérem byly výsledkem vzájemného působení architektury a přírody a její tvarování bylo podřízeno konfiguraci terénu, rozeklaným horským masivům a jejich měřítku.
Technické vybavení budovy dbalo na klimatické zvláštnosti: větry, prudké tepelné rozdíly, sněhové a dešťové poměry, dále dbalo zvláštnosti při zakládání stavby a trvanlivosti všech hmot, vystavených povětrnostním podmínkám.

## Zajímavosti
V okolí zotavovny byly natočeny exteriéry pro známý film s Jaroslavem Marvanem Anděl na horách.